# وحش فاوك
وحش فاوك (بالإنجليزية: Fouke Monster)‏ المعروف أيضا باسم ساسكواتش الجنوب، هو مخلوق خفي أسطوري ذكر أنه يعيش بالقرب من بلدة فاوك في مقاطعة ميلر، أركنساس في بداية السبعينات. قيل أن المخلوق هاجم عائلة محلية. وتركزت المشاهدات الأولية للمخلوق في مناطق جونزفيل وبوغي كريك، حيث وجه له اللوم على قتل الحيوانات المحلية. تم التبليغ عن مشاهدات على مدى مئات الأميال إلى الشمال والشرق من فاوك.
اكتسب المخلوق اسمه من الصحافي جيم باول، الذي قدم تقريرا عنه في جريدة تيكساركانا غازيت وتيكساركانا ديلي نيوز.
وتمت تغطية أخبار وحش فوك أيضا من قبل نورمان ريتشاردسون من صحيفة شريفبورت تايمز. لقد كان موضوع العديد من الأفلام وعدد من الكتب.

## المظهر
وصفت تقارير مختلفة بين عامي 1971 و1974 المخلوق بأنه يشبه أسلاف الإنسان وهو كبير ومغطى بالشعر الداكن الطويل، ويقدر طوله بحوالي 7 أقدام (2 متر) ويبلغ وزنه 250-300 رطل (110-140 كغ). وقال شهود عيان أن صدره كان بعرض 3 أقدام (1 متر). وزعمت تقارير لاحقة نشرت خلال بداية الثمانينات أنه كان أكبر بكثير، إذ وصفه أحد التقارير أنه بطول 10 أقدام (3 أمتار)، ووزنه 800 رطل (360 كلغ).
تصف بعض الروايات الوحش بأنه يجري بسرعة مع بشكل يشبه ركض الحصان ويؤرجح ذراعيه كما تفعل القرود. وتروي التقارير أيضا أن له رائحة فظيعة، والتي وصفت بأنها مزيج من الظربان والكلب المبلل، وكما أن له عيون حمراء زاهية بحجم الدولار الفضي.
وقد تم اكتشاف مجموعة متنوعة من الآثار وعلامات المخالب التي زعم أنها تنتمي للمخلوق. يبلغ قياس إحدى الآثار17 بوصة (43 سم) طولا و7 بوصة (18 سم) عرضا، في حين أن أثرا آخر يظهر أن المخلوق يمتلك ثلاثة أصابع فقط.

## التسلسل الزمني

### قبل 1971
رغم أن معظم الحالات ترجع من أوائل السبعينات فصاعدا، فإن سكان فاوك يزعمون أن المخلوق كان يجوب المنطقة منذ عام 1964،  ولكن لم يتم الإبلاغ عن تلك المشاهدات لدى خدمات الأخبار. تقول أسطورة محلية أيضا أن المخلوق قد شوهد في عام 1946. وكانت معظم المشاهدات الأولى في منطقة جونزفيل. ونظرا لهذا، عرف المخلوق باسم «وحش جونزفيل» خلال هذه الفترة.
وقد تم ربط العديد من التقارير قبل القرن العشرين في المنطقة بوحش فاوك. وأهم تقريرين عن الموضوع كان في عام 1851 في صحيفة ممفيس إنكوايرر، وتقرير عام 1856 في جريدة كادو غازيت.

### بعد عام 1971
لم يتصدر وحش فاوك عناوين الصحف إلا في عام 1971، عندما أفيد أنه هاجم منزل أحد سكان المنطقة، وهما بوبي وإليزابيث فورد في وقت متأخر من ليلة 1 مايو.
ذكرت إليزابيث فورد أن المخلوق، والذي ظنته في البداية دبا، أطل عليها من خلال شباك النافذة بينما كانت نائمة على الأريكة. قام زوجها وشقيقه بإبعاد المخلوق، حيث كانا عائدين من رحلة صيد. عاد المخلوق بعد وقت قصير من منتصف الليل (الأحد 2 مايو)، عندما أمسك بكتف بوبي فورد وهو يقف على الشرفة، ورماه على الأرض. تمكن بوبي من تحرير نفسه من المخلوق وتمت معالجته لاحقا في مستشفى سانت مايكل في تيكساركانا، أركانساس لخدوش في ظهره. وكان يعاني من صدمة خفيفة عند وصوله.
أطلق فورد خلال المواجهة عدة طلقات على المخلوق واعتقد أنه أصابه، إلا أنه لم يعثر على أي آثار للدم. لم تنجح عمليات البحث الواسعة في المنطقة بتحديد موقع المخلوق، ولكن تم العثور على آثار أقدام لها ثلاثة أصابع بالقرب من المنزل، وخدوش على الشرفة، وبعض الأضرار التي لحقت بالنافذة وجوانب المنزل.
ذكر آل فورد أنهم سمعوا شيئا يتحرك بالخارج في الليل قبل عدة ليال من المواجهة بينهما، ولكنهما انتقلا إلى المنزل قبل أقل من أسبوع، ولم يواجها المخلوق من قبل.
شوهد المخلوق مرة أخرى في 23 مايو 1971، عندما قال ثلاثة أشخاص أنهم رأوا مخلوقا يشبه القرد يعبر الطريق السريع 71. قدمت تقارير عن مشاهدات في الأشهر التالية من قبل السكان المحليين والسياح، الذين وجدوا آثار أقدام إضافية. أهم هذه الآثار عثر عليها في حقل فول الصويا يملكه صاحب محطة وقود يدعى سكوت كيث. تم التدقيق بالآثار من قبل أمين قسم الطرائد كارل جاليون، الذي لم يتمكن من تأكيد صحة التقارير. وأشارت هذه الأثار أيضا إلى أن المخلوق له ثلاثة أصابع فقط.
بدأ المخلوق يجذب اهتمام العامة خلال بداية السبعينات. بعد فترة وجيزة من مواجهة آل فورد، أعلنت محطة KAAY الإذاعية من ليتل روك، أركنساس عن مكافأة قدرها 1,090 دولار للقبض على المخلوق. حاول العديدون تتبع مخلوق باستخدام الكلاب، لكنها لم تتمكن من تتبع الرائحة. وعندما بدأ الصيادون يهتمون بالوحش، واضطر ليزلي غرير مأمور مقاطعة ميلر أن يضع سياسة نزع سلاح مؤقتة حفاظا على السلامة العامة. وفي عام 1971، تم تغريم ثلاثة أشخاص 59 دولار لكل منهم على تقديمهم تقارير كاذبة عن الوحش.
وبعد موجة الأخبار الأولية، خفت اهتمام العامة بالمخلوق حتى عام 1973. إذ زادت شعبيته مجددا بعد أن أصدر المخرج تشارلز بيرس فيلم رعب بشكل وثائقي عن المخلوق في عام 1972، بعنوان «أسطورة بوغي كريك». تضاءل الاهتمام مرة أخرى في أواخر عام 1974، ولكنه عام من جديد في مارس 1978 عندما تم العثور على آثار جديدة من قبل أخوين ينقبان في راسلفيل، أركنساس (الموقع:). وكانت هناك مشاهدات أيضا في سنتر ريدج، أركنساس (الموقع:). في 26 يونيو من العام نفسه، تم الإبلاغ عن رؤية في كروسيت، أركنساس (الموقع:) في هذه الفترة تم لوم المخلوق على حالات فقدان الماشية وهجمات على الكلاب.
أصبحت تقارير المشاهدات متفرقة منذ الموجة الأولى في السبعينات. في عام 1991 قيل أن المخلوق شوهد وهو يقفز من فوق جسر. وكانت هناك أربعون مشاهدة مسجلة في عام 1997، وقيل أنه شوهد في عام 1998 في قاع غدير جاف على بعد 5 أميال (8 كلم) إلى الجنوب من فاوك.
سجلت عدة مشاهدات حديثة بين عامي 2000-2010 في كتاب لايل بلاكبيرن، «الوحش بوغي كريك: القصة الحقيقية لوحش فاوك»، والذي صدر عام 2012. وفي إحدى الحالات، رأى زوجان مخلوقا كبيرا مشعرا يمشي على قدمين ويجرى على الطريق بالقرب فاوك في عام 2010.

## الانتقادات
شهر واحد بعد رواية آل فورد، حدد عالم الآثار من كلية ساذرن ستيت (المعروفة حاليا باسم جامعة جنوب أركنسو) الدكتور فرانك شامباخ أن «هناك احتمال 99 بالمائة أن الآثار خدعة». يرى شامباخ أن الآثار لا يمكن أن تكون من لفصيلة من القرود كما ادعى الشهود، كونها تظهر ثلاثة أصابع فقط، في حين أن جميع الثدييات، بما في ذلك الكائنات شبيهة بالإنسان، لها خمسة أصابع في أقدامها. بالإضافة إلى هذا، استشهد شامباخ بمفارقات أخرى كجزء من استنتاجه: ان المنطقة لم تشهد في تاريخها نشاطا للرئيسيات، مستبعدا إمكانية كون المخلوق من بقايا الأنواع الأصلية؛ كما أن كل الرئيسيات هي كائنات نهارية، ويظهر أن وحش فاوك هو كائن ليلي جزئيا.
بحلول عام 1986، رأى عمدة فاوك، فيرجيل روبرتس، ومأمور مقاطعة ميلر السابق ليزلي غرير، أن آثار وحش فاوك المزعومة هي من صنع الإنسان. وقال نائب المأمور اتش إل فيليبس أنه لم يتلقى مكالمات متعلقة بالوحش منذ سنوات. وقال أنه لا يعتقد شخصيا بوجود المخلوق، ولكنه يصدق روايات سكان المنطقة ورأى أنهم أهل ثقة.
الحلقة رقم 404 من برنامج بيان دانينغ الإذاعي يتناول أيضا وحش فاوك ويختتم: «كل جزء من الأدلة على وجود وحش فاوك هي مجرد قصص. ولا يوجد جزء منها قابلة للاختبار. لا يتناسب الوحش مع نموذج الحيوانات الحية، بل يتناسب مع الأساطير المحلية».

## الكتب

### وحش بوغي كريك: القصة الحقيقية لوحش فاوك
قدم لايل بلاكبيرن دليلا شاملا عن وحش فاوك. يغطي الكتاب تاريخ الوحش وفيلم الرعب شبه الوثائقي أسطورة بوغي كريك من عام 1972، ويحتوي على معلومات عن مشاهدات المخلوق منذ الثمانينات.

## الأفلام

### أسطورة بوغي كريك (1972)
كانت قصة مواجهة بوبي فورد مع وحش فاوك موضوع فيلم رعب وثائقي شبه واقعي، أصدر عام 1972 بعنوان أسطورة بوغي كريك (أنتج في البداية تحت عنوان تتبع وحش فاوك)،  وعرض في الصلات ومسارح الهواء الطلق في جميع أنحاء البلاد. الفيلم من تأليف إيرل سميث وإخراج تشارلز بيرس. ولعب غلين كاروث دور بوبي فورد وباني ديز دور زوجته إليزابيث فورد. أما صاحب الكراج في فاوك ويلي سميث، والذي عثر على الآثار في أرضه، فقد لعب دور نفسه. وسميت عدة شخصيات على الأشخاص الذين لعبوا دورها. تم تصوير أغلب الفيلم على الموقع في فاوك وتيكساركانا القريبة، وصورت بعض المشاهد في شريفبورت، لويزيانا. وكان معظم الممثلين من السكان المحليين أو طلاب جامعة تيكساركانا. ويعتقد أن ميزانية الفيلم كلفت 160,000 دولار. وحقق 20 مليون دولار في شباك التذاكر.

### العودة إلى بوغي كريك (1977)
أنتج فيلم ثاني عن وحش فاوك، العودة إلى بوغي كريك، وأصدر في عام 1977. وكان قصة الفيلم خيالية تماما، ولم يكن الغرض منه أن يكون تتمة. وهو من إخراج توم مور، ومن تأليف جون ديفيد وودي، وتمثيل دون ويلز بدور أم لثلاثة أطفال يضيعون في المستنقع. صورت بعض مشاهد الفيلم على الموقع في دالاس، تكساس، ولوروفيل ومقاطعة أيبيريا، لويزيانا.

### بوغي كريك 2: وتستمر الأسطورة (1985)
أنتج فيلم ثالث عن وحش فاوك بمثابة تتمة للفيلم الأصلي، وكان عنوانه الأصلي «وحش بوغي كريك الهمجي الجزء الثاني». قام تشارلز بيرس بكتابة وإخراج الفيلم ولعب دور بريان لوكارت، وهو أستاذ في جامعة أركنساس يقود مجموعة من الطلاب في المستنقعات حول فاوك. تم تصوير الفيلم على الموقع في فاوك  ولكنه شمل بعض المشاهد المصورة في جامعة أركنساس.
في عام 1999، تمت السخرية من الفيلم في حلقة من مسرح العلوم الغامضة 3000.

### بوغي كريك: الأسطورة حقيقية (2010)
صدر فيلم بوغي كريك: الأسطورة حقيقية على أجهزة الفيديو المنزلية في عام 2011. أشارت تقارير إلى أن الفيلم الذي أخرجه بريان جاينز كان نسخة جديدة من فيلم تشارلز بيرس الأصلي عام 1972. إلا أن القصة لا علاقة لها بالفيلم الأصلي وتدور أحداثها في بلدة خيالية في تكساس تدعى بوغي كريك. ولكن من الواضح أن الفيلم يستقي أحداثه من فيلم بيرس حيث يدور بلدة صغيرة، واستخدام مشاهد المستنقع.

### تراث بوغي كريك (2011)
صدر هذا الفيلم المستقل ذو الميزانية المنخفضة أصلا في عام 2009 تحت عنوان قصة القرد الظربان،  ولكن أعيد تحريره لاحقا وأصدر على أفلام الفيديو المنزلية في عام 2011 بعنوان إرث بوغي كريك. يروي فيلم الدراما الوثائقية الأحداث التي بدأت بعد الهجمات الأصلية في فاوك. وهو من تأليف وإخراج داستن فيرجسون.

## قراءات أخرى
- Bord, Janet and Colin، المحرر (2006) [1982]. Bigfoot Casebook Updated: Sightings and Encounters from 1818 to 2004. Pine Winds Press. ص. 121–22. ISBN:0-937663-10-7.
- Zullo، Allan (1997). The Ten Creepiest Creatures In America. Mahwah, NJ: Troll Communications, L.L.C. ISBN:978-0-816-74288-2.

## وصلات خارجية
- Fouke Arkansas Monster - Sasquatch Sightings in Arkansas - Haunted Arkansas. Arkansas Department of Parks & Tourism.
- Fouke Monster. Amy Michelle Thompson, Encyclopedia of Arkansas History & Culture.
- The Legend of Boggy Creek (Movie). C. L. Bledsoe, Ghoti Magazine - Encyclopedia of Arkansas History & Culture.
- Boggy Creek Monster. Doug Kirby, Ken Smith & Mike Wilkins, Roadside America.
- Reports in Miller County, Arkansas. North American Wood Ape Conservancy.
- Fouke Monster: The Beast and the Legend of Boggy Creek. Monstro Bizarro Productions.
- Unknown Explorers: Fouke Monster. The Unknown Explorers.